# À contre-sens 3
Série À contre-sens
À contre-sens 2
(2024)
Pour plus de détails, voir Fiche technique et Distribution.
À contre-sens 3 (Culpa nuestra), est un film romantique espagnol réalisé par Domingo González (es) et produit par Carolina Bang, dont la sortie est prévue le 16 octobre 2025 même s'il a été tourné au même moment qu'À contre-sens 2.
Il met en scène l'acteur Gabriel Guevara, qui joue le rôle de Nick et l'actrice Nicole Wallace, qui joue le rôle de Noah. 
Le film est adapté du roman de la série de romans Culpables écrite par Mercedes Ron et publié en 2017, phénomène littéraire qui avait commencé comme une simple fanfiction sur la plateforme Wattpad. Cet opus est basé sur le tome 3 en espagnol qui correspond au tome 5 et 6 en français. 
À contre-sens 3 constitue le troisième volet de la trilogie de films À contre-sens (Culpables). Il est précédé par À contre-sens (Culpa mia) et par À contre-sens 2 (Culpa tuya).

## Synopsis
Cet opus basé sur le troisième roman se passe deux ans après À contre-sens 2. Nick et Noah après s'être quittés, à la fin de l'opus précédent, sont partis vivre respectivement à Los Angeles et à New-York. Ils se retrouvent pour le mariage de Jenna et Lion.

## Distribution
- Nicole Wallace (VF : Lutèce Ragueneau) : Noah Morán[2]
- Gabriel Guevara (VF : Gauthier Battoue) : Nick Leister[2]
- Marta Hazas (VF : Anne Dolan) : Rafaella Leister[2]
- Iván Sánchez (en) (VF : Thomas Roditi) : William Leister[2]
- Víctor Varona (es) (VF : Lionel Cecilio) : Lion[2]
- Eva Ruiz (VF : Alicia Hava) : Jenna Tavish[2]

  - Gabriela Andrada:Sofía Zabala
  - Alex Béjar:Briar Palvish
Version française[4]
    - Studio de doublage : Karina films
    - Direction artistique : Ethel Houbiers

## Production
C'est Pokeepsie Film qui produira, en collaboration avec Amazon Studio, ce film comme il a produit À contre-sens et À contre-sens 2.